# Straßenbahn Gotha
Die Straßenbahn Gotha ist das meterspurige Straßenbahn-System der Stadt Gotha in Thüringen, es besteht seit 1894 und war von Beginn an elektrifiziert. In das städtische Netz integriert ist außerdem die Thüringerwaldbahn, eine Überlandstraßenbahn in das gleichnamige Mittelgebirge. Alle fünf Linien werden heute vom Verkehrsunternehmen Thüringer Waldbahn und Straßenbahn Gotha GmbH (TWSB) betrieben.

## Geschichte
Zur ausführlichen Geschichte der Thüringerwaldbahn siehe dort.
Bereits im Jahr 1880 erwog man in der aufstrebenden Industriestadt Gotha, die damals auch Residenzstadt des Herzogtums Sachsen-Coburg und Gotha war und etwa 27.000 Einwohner zählte, eine Pferdebahn vom Bahnhof im Süden in das Stadtzentrum zu bauen. Diese Bemühungen verliefen jedoch zunächst im Sande. Am 24. Mai 1893 beschloss der Stadtrat die Errichtung einer elektrischen Straßenbahn. Ausgeführt wurde der Bau von der Union Electrizitäts-Gesellschaft in Berlin, Eigentümer der Bahn war zunächst die Elektrizitäts-AG vormals W. Lahmeyer & Co. (EAG) in Frankfurt am Main. Fertiggestellt wurde die Strecke im Frühjahr 1894, sodass sie am 2. Mai durch den Herzog von Sachsen-Gotha eröffnet werden konnte. Die Strecke führte vom Hauptbahnhof durch das Stadtzentrum zur Waltershäuser Straße und war 2,7 Kilometer lang. Die Fahrt kostete zehn Pfennig für einen Erwachsenen und fünf Pfennig für ein Kind.
Später ging die Straßenbahn in den Besitz der EAG über, die nun ein Überlandstraßenbahnnetz errichten wollte, wofür sie 1897 die ministerielle Genehmigung bekam. Um 1900 waren außerhalb der Stadt Gotha folgende Verbindungen in Erwägung gezogen worden: eine Strecke nach Siebleben, eine Strecke über Waltershausen und Tabarz nach Winterstein mit Abzweigungen nach Friedrichroda und Schmerbach, eine Strecke nach Uelleben, eine Strecke nach Günthersleben und Wechmar, eine Strecke über Remstädt nach Goldbach und eine Strecke über Molschleben bis nach Töttelstädt. Letztlich sollte davon nur die Strecke über Waltershausen bis Tabarz zur Ausführung kommen.
1902 wurde dann eine Strecke südlich des Stadtzentrums zusätzlich zur bereits bestehenden, nördlich verlaufenden, in Betrieb genommen, wodurch ein Ringverkehr möglich wurde. Sie wurde jedoch bereits 1916 auf Grund des Ersten Weltkriegs eingestellt und der Betrieb dort nie wieder aufgenommen. 1912 ging die Straßenbahn in den Besitz einer Tochtergesellschaft der AEG über. Im gleichen Jahr wurde der neue Betriebshof an der Waltershäuser Straße errichtet, der den alten am Hauptbahnhof ablöste. 1914 wurde dann schließlich mit dem Bau der Thüringerwaldbahn über Waltershausen nach Tabarz begonnen, der aber 1915 wegen des Ersten Weltkriegs und seiner Folgen unterbrochen werden musste. Bis zur Wiederaufnahme der Bauarbeiten an dieser Strecke vergingen noch 13 Jahre. 1929 konnte sie dann einschließlich der Waltershäuser Stichstrecke in Betrieb genommen werden.

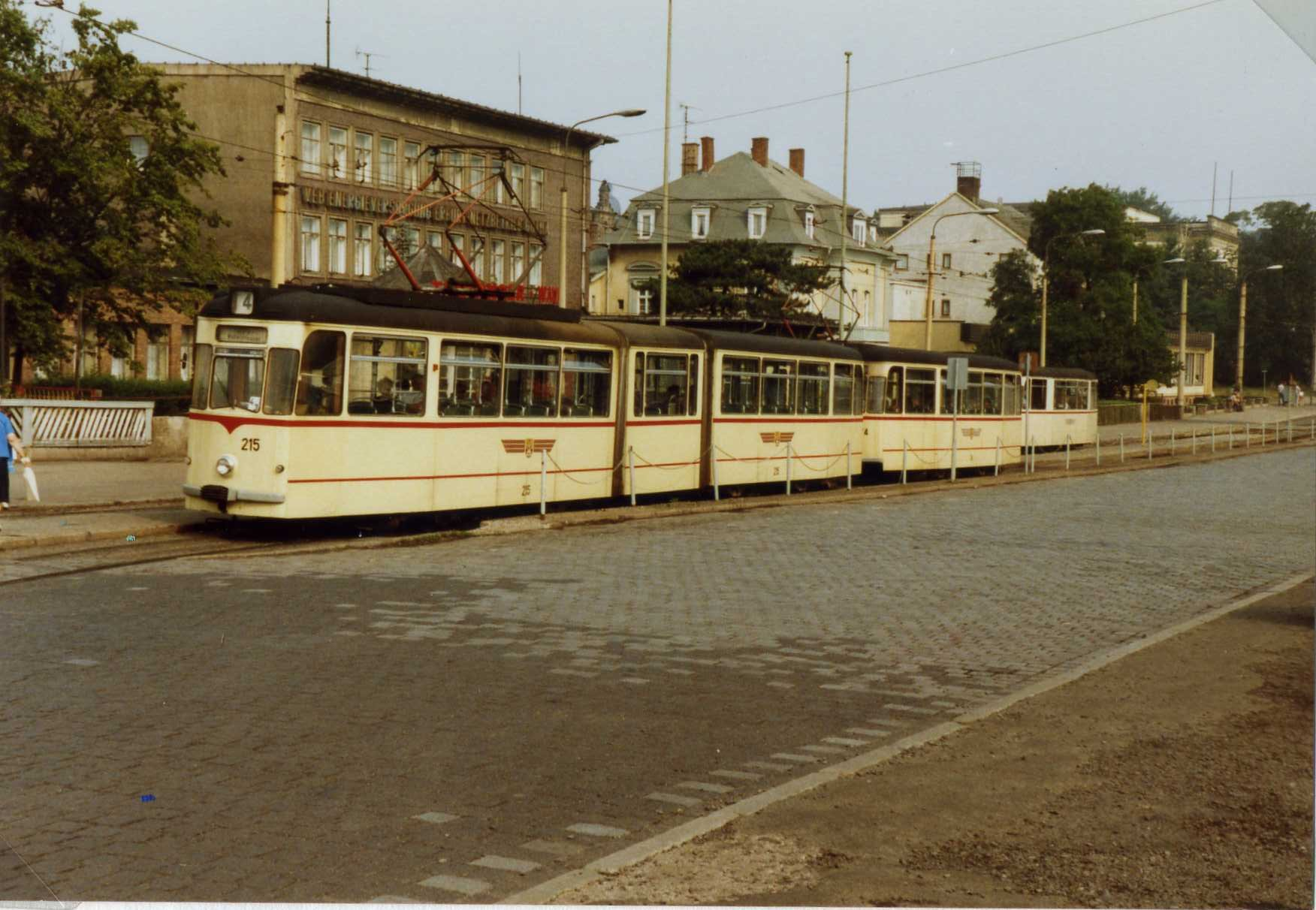
Gotha-Wagen, auch mehrteilige, prägten neben Tatra-Wagen die Gothaer Straßenbahn der DDR-Zeit

Infolge des Zweiten Weltkriegs ruhte der Betrieb 1945 einige Monate. Außerdem lagen die Trümmer einer Autobahnbrücke auf den Gleisen, so dass die Strecke der Thüringerwaldbahn bis 1947 unterbrochen war. 1948 ging der Straßenbahnbetrieb in Staatseigentum über und wurde den Stadtwerken unterstellt, bevor er 1951 ein eigener Betrieb wurde. Nun wurde auch neues Wagenmaterial beschafft, das die teils noch aus der Anfangszeit des Betriebs stammenden Fahrzeuge ersetzte. Ab 1954 kamen die Wagen vom Waggonbau Gotha, dem einzigen Straßenbahnwagenhersteller in der DDR, bis die Produktion Mitte der 1960er Jahre zugunsten von Importen aus der Tschechoslowakei eingestellt wurde. 1965 folgten die ersten Gelenkwagen vom Typ G4. Danach lieferte ČKD Tatra übergangsweise als T2D/B2D nachgebaute Gotha-Zweiachser und ab 1981 Tatra KT4D-Triebwagen. Die KT4D verkehren in modernisierter Form noch heute. Zwischen 1982 und 1988 gab es auf der Thüringerwaldbahn auch Güterverkehr.

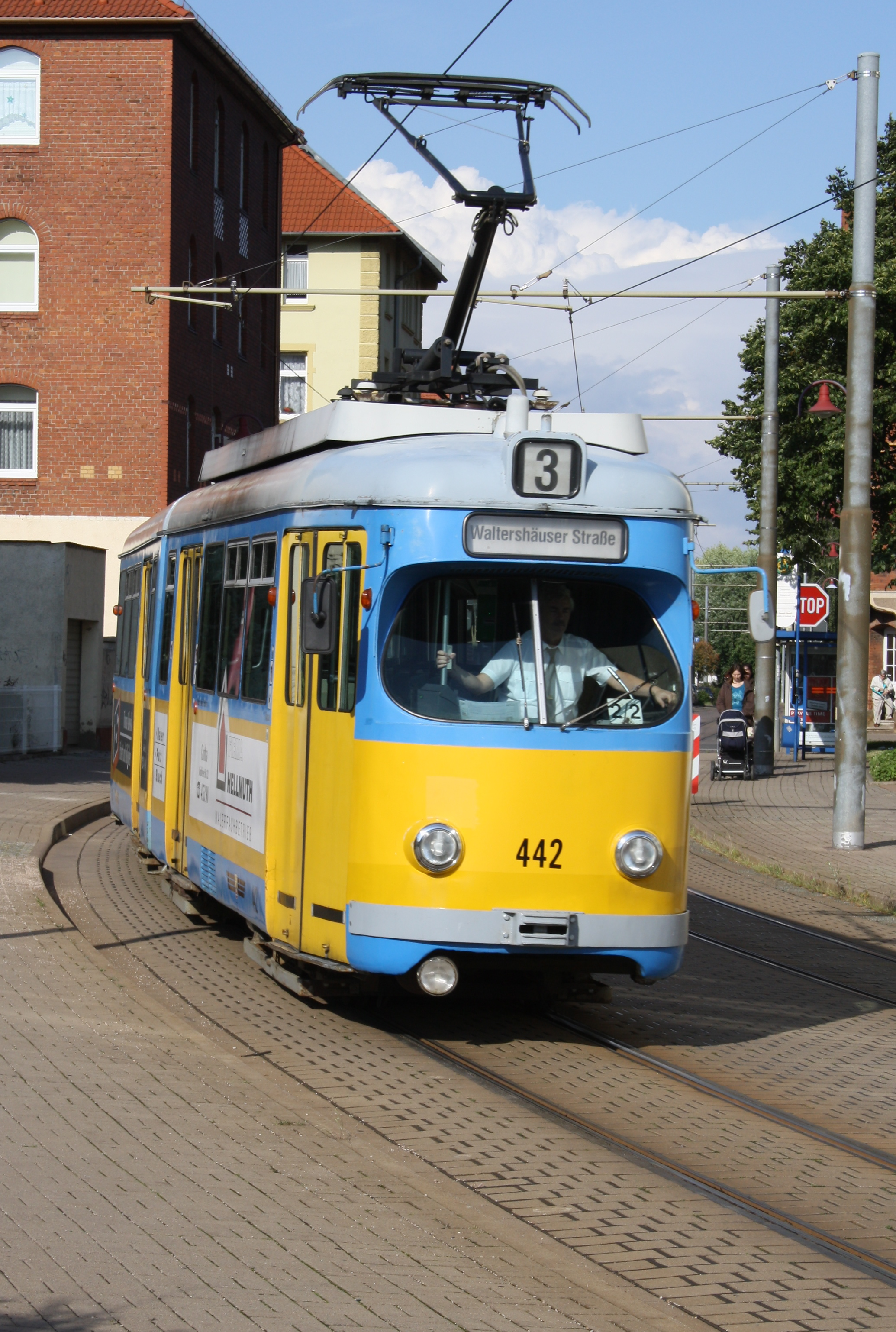
Duewag GT6 Nr. 442 auf der Linie 3, 2011

1990 wurde im Zuge der Wende aus dem VEB eine GmbH als Betreiber. Gesellschafter wurden neben den Städten Gotha, Waltershausen und Friedrichroda, die Gemeinde Tabarz sowie der Landkreis Gotha. Der Wagenpark wurde 1991 um sechs Fahrzeuge des Typs GT6 von der Straßenbahn Mannheim aufgestockt, 1993 folgten noch einmal vier solche Wagen. Alle zehn wurden aber nach und nach durch den Zulauf von ebenfalls gebrauchten, aber erheblich neueren Tatra KT4D der Straßenbahn Erfurt ersetzt.

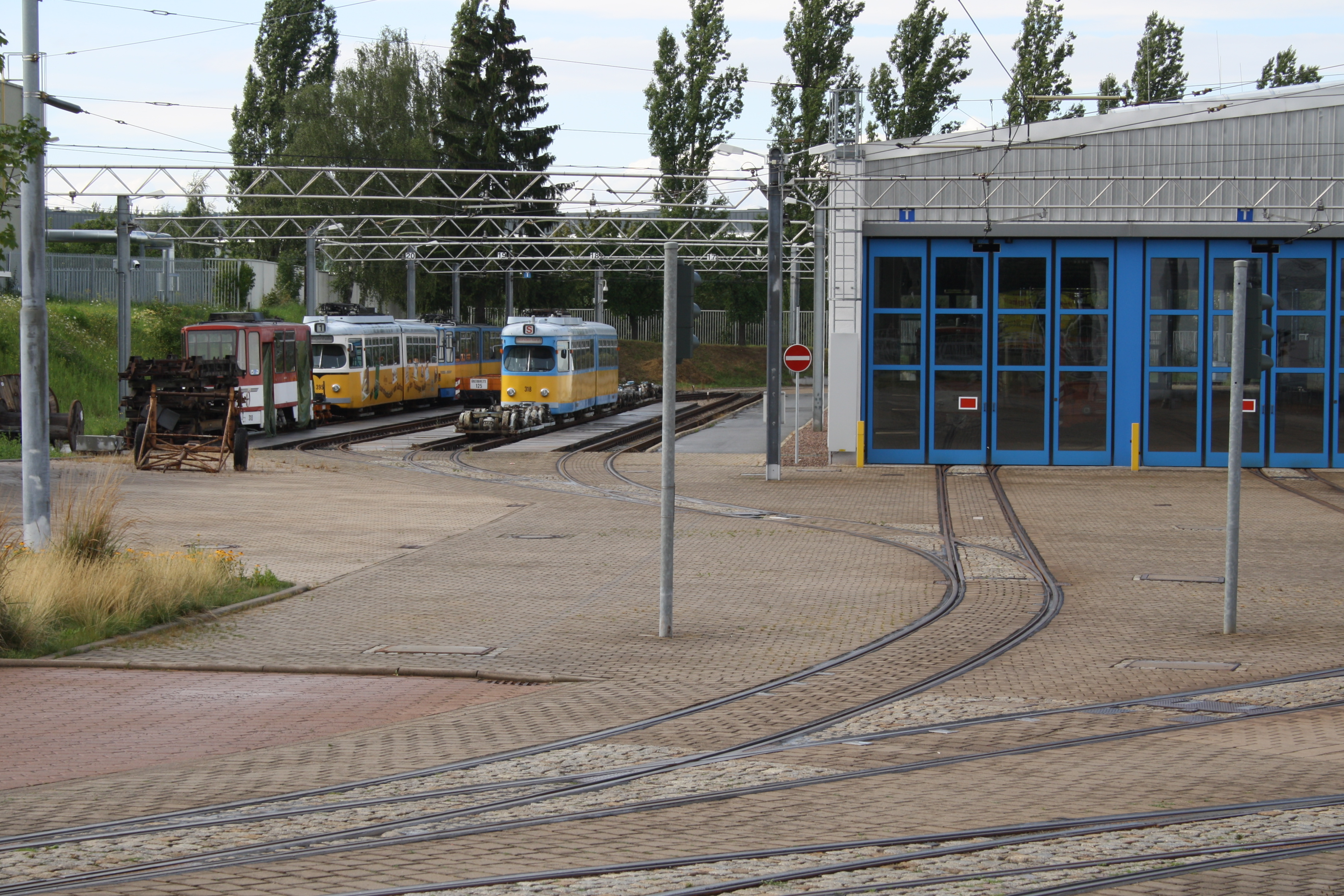
Betriebshof

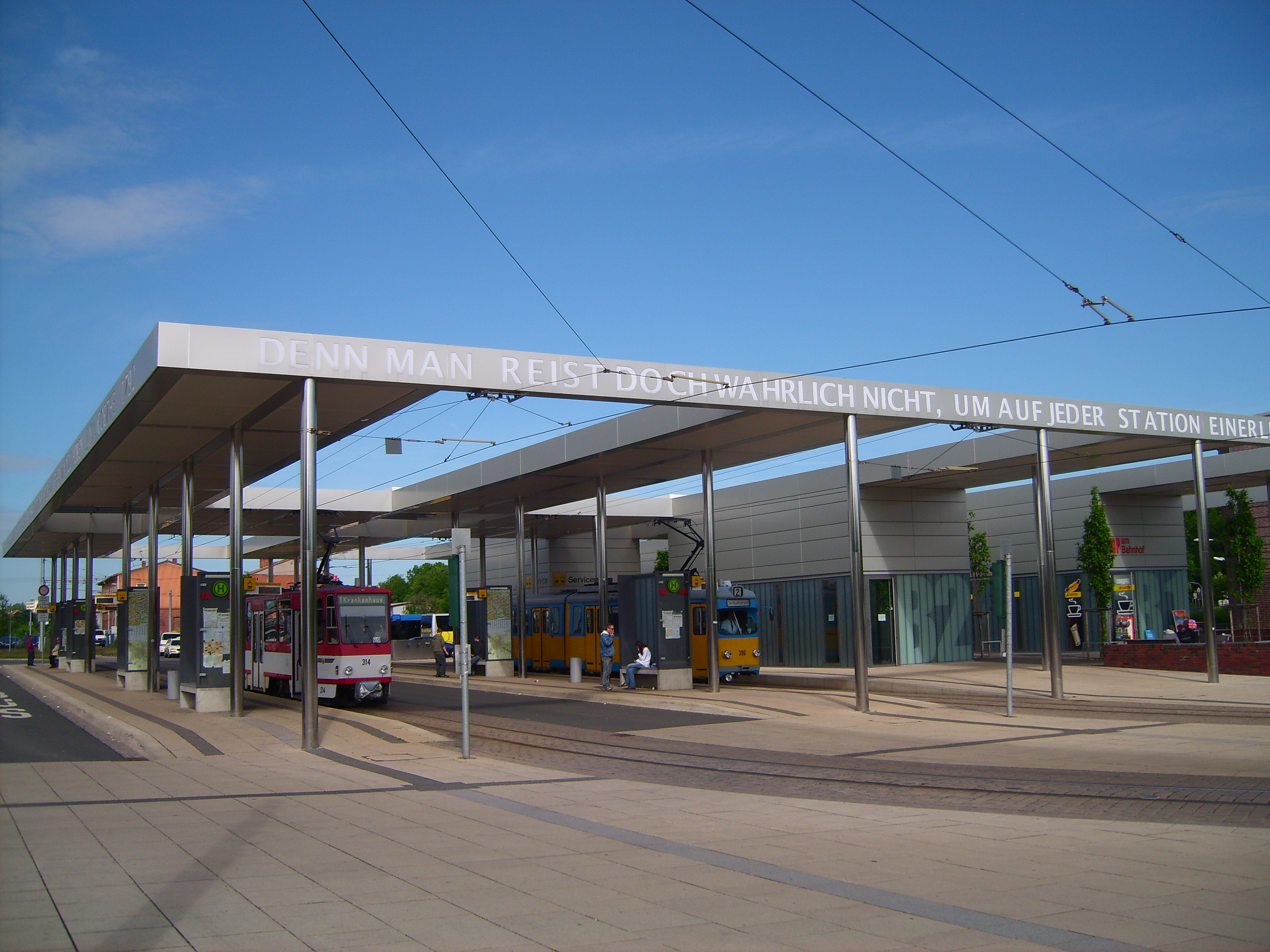
Neubau der Endhaltestelle vor dem Hauptbahnhof Gotha

In den Jahren 1994 bis 2002 wurde der Betriebshof vollständig modernisiert, teilweise durch Neubauten ergänzt, um die Wartung und Instandhaltung der Fahrzeuge mit zeitgemäßer Infrastruktur durchführen zu können. Die direkt neben der Humboldtstraße liegende Abstellanlage wurde zurückgebaut, an ihrer Stelle hat man eine neue Werkstatt für die betriebsnahe Instandhaltung sowie die Reinigung der Fahrzeuge errichtet. Die Hauptwerkstatt wurde verlängert, mit modernen Werkstattgruben und Dacharbeitsständen ausgestattet sowie insgesamt verlängert, um auch längere Fahrzeuge einstellen zu können. Sämtliche Weichenstraßen wurden mit teils anderer Geometrie erneuert. Die Abstellhalle, in der bis Mitte der 1990er Jahre die betriebsnahe Instandhaltung erfolgte, wurde ebenso verlängert, um alle Linienwagen sowie historische Fahrzeuge unter Dach abstellen zu können. Außerdem wurden die extra für die Wartung der KT4D eingebauten Werkstattgruben in Form vollständig aufgeständerter Gleise in Teilen entfernt und der Hallenboden angehoben.
Im Streckennetz erfolgte seit Anfang der 1990er Jahre eine nahezu vollständige Erneuerung der Infrastruktur. Die ersten Sanierungsvorhaben waren die bereits Ende der 1980er Jahre begonnene vollständige Erneuerung der Waltershäuser Straße mit einer Fertigstellung noch vor dem 100-jährigen Jubiläum. Im Zuge des Ausbaus der Bahnstrecke Halle–Bebra wurde die Eisenbahnüberführung in Sundhausen völlig neu gebaut. Im Zuge dieser Ausbaumaßnahme wurde das Straßenbahngleis ab der Kreuzung Inselsbergstraße/Leinastraße (Haltestelle Inselsbergstraße, früher HaWeGe-Markt) abgesenkt und in Seitenlage in Richtung Sundhausen geführt. Nach dieser Baumaßnahme wurde die Linie 1 mit zwei Fahrten je Stunde bis Sundhausen verlängert, um den Ortsteil besser an die Stadt anzubinden. Eine ausschließliche Bedienung nur durch die Linie 4 war nicht mehr zeitgemäß. Da in Sundhausen keine Wendeschleife errichtet werden konnte, wurden zu diesem Zweck sechs sechsachsige Zweirichtungs-Gelenktriebwagen von der Bochum-Gelsenkirchener Straßenbahnen AG übernommen. Mit diesen Fahrzeugen konnte auch der damals als Zug 6 verkehrende Pendelwagen zwischen Waltershausen Bahnhof und Gleisdreieck bedient werden, ohne jedes Mal am Gleisdreieck eine Wendefahrt durchführen zu müssen. Diese Wagen sind zwischenzeitlich alle ausgemustert, fünf von sechs Fahrzeugen wurden in Gotha verschrottet.
Die Strecke im Zuge der Linie 2, nach der Wende durch starkes Absinken der Fahrgastzahlen infolge diverser Unternehmensschließungen stark einstellungsgefährdet, wurde wegen stark verschlissener Gleise nahezu vollständig saniert und weitgehend zweigleisig ausgebaut. Einzig der kurze Abschnitt zwischen der Haltestelle Hersdorfstraße und dem durchfahrenen Kreisverkehr auf dem Hersdorfplatz weist noch Großverbundplatten aus DDR-Produktion auf. Ein zwischenzeitlich ebenfalls stark verschlissener Streckenabschnitt, die Friedrichstraße im Zuge der Linien 1, 2 und 4 zwischen Hauptbahnhof und Haltestelle Huttenstraße wurde seit 2014 im Rahmen mehrerer Bauabschnitte vollständig saniert. Der letzte Abschnitt wird im Jahr 2019 von Grund auf saniert. Die Fahrgastzahlen auf der Linie 2 haben sich nach der Sanierung der Strecke auf einem höheren Niveau eingependelt, dies drückt sich auch in einer Taktverdichtung zumindest in der Hauptverkehrszeit aus, in der die Züge teilweise im Abstand von 12 bis 15 Minuten fahren, um die hohen Fahrgastzahlen bewältigen zu können. Diese Entwicklung wurde u. a. durch die Erweiterung der Berufsschule in der Kindleber Straße begünstigt, die vom Schulträger (Landkreis Gotha) dort betrieben wird. Auch ist die Anzahl der Arbeitsplätze im historisch gewachsenen Industriegebiet Gotha Ost wieder angewachsen. Die Fläche der alten Waggonfabrik Gotha wird nach wie vor durch die Firma Schmitz Cargobull genutzt. Auf dem Gelände erfolgten auch weitere Gewerbeansiedlungen, so u. a. ein Hersteller für Kranausleger und weiteres Kleingewerbe. Selbst das nach der Wende an die ZF Friedrichshafen veräußerte Getriebewerk an der Leinefelder Straße wurde in den Jahren um die Jahrtausendwende erweitert und bietet wieder mehr Arbeitsplätze als unmittelbar nach der deutschen Wiedervereinigung.

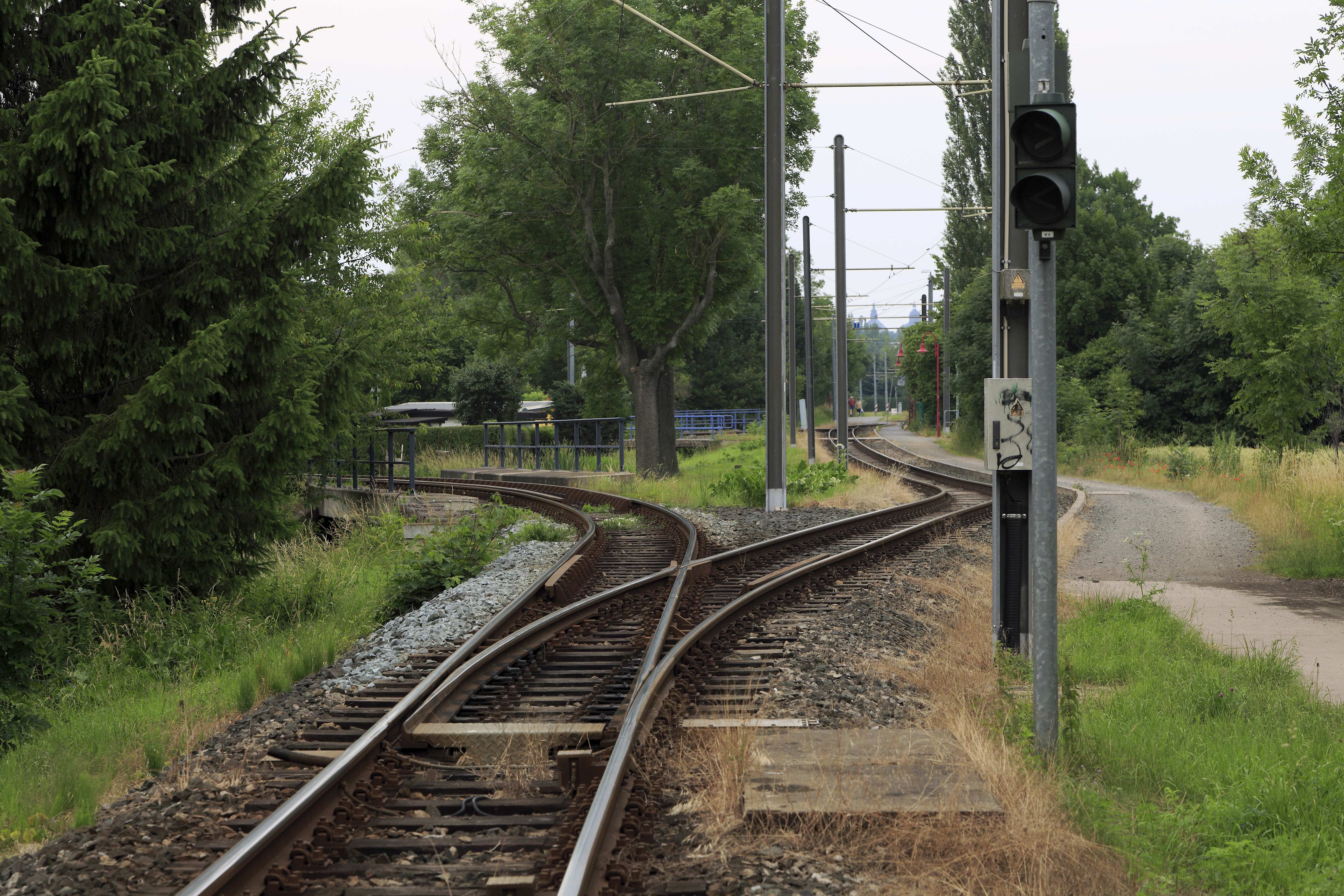
Gleisdreieck Sundhausen, Tabarzer Spitze

2002 ging die bislang letzte Neubaustrecke in Betrieb, sie führt zum Helios Kreiskrankenhaus Gotha/Ohrdruf – von der Straßenbahngesellschaft als Haltestelle Krankenhaus bezeichnet. Diese Strecke ist nach mehreren Jahrzehnten die erste Erweiterung des Streckennetzes gewesen. Sie wurde über ein Gleisdreieck in Sundhausen angebunden und endet in einer Wendeschleife, damit kann die Haltestelle Krankenhaus auch von Zügen von und nach Bad Tabarz bedient werden. Projekte für weitere Erweiterungen gab es in den späten 1980er Jahren, diese sind nach wie vor über Trassenfreihaltungen möglich. Eine Realisierung ist aber aufgrund der höheren Betriebskosten des Straßenbahn- gegenüber dem Omnibusbetrieb derzeit ungewiss.
Im Jahr 2016 stellte ein Ingenieurbüro aus Dresden im Auftrag der Stadt Gotha den Verkehrsentwicklungsplan 2030+ für die Stadt Gotha vor. Dieser enthält einige Vorschläge für Neubaustrecken und neue Haltestellen der Straßenbahn Gotha, deren Realisierung langfristig erfolgen könnte und zurzeit nicht geplant ist.
Um den Fahrgästen erstmals barrierefreies Ein- und Aussteigen zu ermöglichen, wurden 2011 nochmals vier gebrauchte Duewag-Gelenkwagen, diesmal GT8N mit niederflurigem Mittelteil, von der Straßenbahn Mannheim übernommen. Ein Fahrzeug ist 2018 nach einem Unfall zerlegt worden. Seit 2019 verfügt die TWSB auch über einen Fahrschulwagen des Typ Düwag GT8N (ex Mannheim 5516). Dieses Fahrzeug besitzt einen Anschluss für ein Fahrlehrerpult um z. B. Störungen am Fahrzeug simulieren zu können. Dieses Fahrzeug wurde 2022 an die rnv GmbH zurückgegeben, da die Hochspannungsverkabelung hätte ersetzt werden müssen. In Mannheim soll das Fahrzeug offenbar zum historischen Fahrzeug aufgearbeitet werden.
Anfang August 2016 hatte das Busunternehmen Steinbrück aus Gotha beantragt, künftig das Beförderungsangebot der Thüringer Wald- und Straßenbahn (TWSB) mit Bussen in ähnlicher Linienführung zu übernehmen. Dies wurde im Oktober 2016 vom Landesverwaltungsamt in Weimar abgelehnt. Der Busunternehmer versuchte hier noch, auf dem Weg der Rechtsmittel eine Genehmigung zu erwirken, die ebenfalls versagt wurde. Zwischenzeitlich hat er auf Grund der eigenen Insolvenz seine Linienverkehre jedoch an andere Unternehmen verloren.
Im August 2018 wurden von der Baselland Transport sechs Gelenkwagen des Typs Be 4/8 der Baujahre 1978/79, die mit einem zusätzlichen Niederflurmittelteil aus Be 4/6 umgebaut wurden, übernommen. Mit diesen soll der Anteil von Wagen mit Niederflureinstieg erhöht werden. Bei den Fahrzeugen wurden verschiedentliche Arbeiten wie die Änderung der Blinklichtanlage (Warnblinkfunktion fehlt in der Schweiz), der Umbau der Beleuchtungsanlage und der Einbau von Systemen für Weichensteuerung und Fahrkartenverkauf durchgeführt. Außerdem wurden die Zielanzeige umgebaut, bei der Straßenbahn in Gotha sind nun erstmalig Liniennummernanzeigen mit farbigem Hintergrund anzutreffen. Eine Verbreiterung der Trittstufen der ersten und letzten Tür wurde ebenso vorgenommen, der Abstand zwischen Fahrzeug und Bahnsteigkante ist gem. BOStrab auf maximal 25 cm zu begrenzen. Die Wagen weisen eine Breite von 2200 mm auf, sie sind an den Enden stark verjüngt. Da die Thüringer Waldbahn und Straßenbahn Gotha ihre Trassen bereits für die aktuell genormte Fahrzeugbreite (bei Neubaufahrzeugen) von 2400 mm ausgebaut hatte, ist die Distanz zwischen Bahnsteigkante und Fahrzeugtür hier noch größer. Das erste Fahrzeug des Typs Be 4/8 (Tw 222) ging am 7. Dezember 2021 in Betrieb. Bis Herbst 2024 waren 5 der 6 Fahrzeuge nach dem Umbau in Betrieb genommen.
Im Jahr 2024 fand eine Ausschreibung von vier Neufahrzeugen (plus eine Option auf vier weitere und auf eine zusätzliche Option auf zwei weitere) statt, um die nicht barrierefreien Tatra KT4D abzulösen.
Zum Fahrplanwechsel im Februar 2025 wird die Linie 3 stündlich bedient, wobei vorhergehende Fahrten der Linien 1 und 2 zusammengelegt und um den Abschnitt Huttenstraße–Hauptbahnhof gekürzt werden. Hieraus folgt eine Verlängerung von der Wagenhalle bis zum Krankenhaus. Die Fahrten finden auch an Sonnabenden, Sonntagen und an Feiertagen statt.

## Linien
| Streckenlänge: | 3,0 km                                      |                                       |                                       |
| Spurweite: | 1000 mm (Meterspur)                         |                                       |                                       |
| Stromsystem: | 600 Volt =                                  |                                       |                                       |
| Zweigleisigkeit: | Hbf–Hersdorfstraße; Reuterstraße–Ostbahnhof |                                       |                                       |
| |                                             |                                       |                                       |
| \| \| 0,0 \| Gotha Hauptbahnhof mit Ausweiche \| Gotha Hauptbahnhof mit Ausweiche \| \| \| \| Gotha Bahnhofstraße \| \| \| \| \| Gotha Orangerie \| \| \| \| 1,4 \| Gotha Huttenstraße \| Gotha Huttenstraße \| \| \| \| Linien 1, 3 und 4 Richtung Wagenhalle \| \| \| \| \| Gotha Hersdorfstraße \| \| \| \| \| Gotha Hersdorfplatz \| \| \| \| \| Querung Kreisverkehr Hersdorfplatz \| \| \| \| \| Gotha Reuterstraße \| \| \| \| \| Gotha Leinefelder Straße \| \| \| \| 3,0 \| Gotha Ostbahnhof mit Abstellgleis \| Gotha Ostbahnhof mit Abstellgleis \| |                                             |                                       |                                       |
| | 0,0                                         | Gotha Hauptbahnhof mit Ausweiche      | Gotha Hauptbahnhof mit Ausweiche      |
| U-Bahn-Haltepunkt / Haltestelle |                                             | Gotha Bahnhofstraße                   | Gotha Bahnhofstraße                   |
| U-Bahn-Haltepunkt / Haltestelle |                                             | Gotha Orangerie                       | Gotha Orangerie                       |
| U-Bahn-Haltepunkt / Haltestelle | 1,4                                         | Gotha Huttenstraße                    | Gotha Huttenstraße                    |
| U-Bahn-Abzweig geradeaus, nach links und von links |                                             | Linien 1, 3 und 4 Richtung Wagenhalle | Linien 1, 3 und 4 Richtung Wagenhalle |
| U-Bahn-Haltepunkt / Haltestelle |                                             | Gotha Hersdorfstraße                  | Gotha Hersdorfstraße                  |
| U-Bahn-Haltepunkt / Haltestelle |                                             | Gotha Hersdorfplatz                   | Gotha Hersdorfplatz                   |
| U-Bahn-Bahnübergang |                                             | Querung Kreisverkehr Hersdorfplatz    | Querung Kreisverkehr Hersdorfplatz    |
| U-Bahn-Haltepunkt / Haltestelle |                                             | Gotha Reuterstraße                    | Gotha Reuterstraße                    |
| U-Bahn-Haltepunkt / Haltestelle |                                             | Gotha Leinefelder Straße              | Gotha Leinefelder Straße              |
| | 3,0                                         | Gotha Ostbahnhof mit Abstellgleis     | Gotha Ostbahnhof mit Abstellgleis     |

Die Wikipedia-Streckengrafik für die Linien 1, 4 und 6 befindet sich im Artikel Thüringerwaldbahn.
| Linie | Verlauf | Länge   | Fahrtzeit | Haltestellen | Takt mo–fr/sa/so    |
| ----- | --- | ------- | --------- | ------------ | ------------------- |
| 1     | Hauptbahnhof – Huttenstraße – Myconiusplatz – Wagenhalle – Krankenhaus                                                             | 6,1 km  | 23 min    | 14           | 60 / 4 Kurse abends |
| 2     | Hauptbahnhof – Huttenstraße – Ostbahnhof                                                                                           | 3,0 km  | 12 min    | 8            | 30 / 60             |
| 3     | Krankenhaus – Wagenhalle – Myconiusplatz – Ostbahnhof                                                                              | 6,6 km  | 24 min    | 14           | 60 / 60             |
| 4     | Hauptbahnhof – Huttenstraße – Myconiusplatz – Wagenhalle (– Krankenhaus) – Waltershausen Gleisdreieck – Friedrichroda – Bad Tabarz | 22,5 km | 54 min    | 24           | 30 / 30             |
| 6     | Waltershausen Gleisdreieck – Waltershausen Bahnhof                                                                                 | 2,4 km  | 6 min     | 5            | 30 / 30             |

- Seit dem 10. April 2022 bedienen nahezu alle Kurse der Linie 4 mittels Stichfahrt die Haltestelle Krankenhaus, die bis dahin überwiegend durch die Linie 1 bedient wurde. Lediglich einzelne Fahrten in Tagesrandlage lassen diese Haltestelle aus.
- Bis Februar 2025 verkehrte die heutige Linie 3 nur ein- (samstags und sonntags) bis dreimal (montags bis freitags) täglich je Richtung.[9] Hierbei handelte es sich um Aus- bzw. Einrückfahrten von Wagen der Linie 2, welche seit Februar 2025 in den Fahrplan der Linie 3 integriert sind. Die Haltestelle Waltershäuser Straße, die in der Wendeschleife gegenüber der Wagenhalle liegt, wird seit Februar 2025 wieder bedient, allerdings nur von Ausrückern der Linien 1 (Richtung Hauptbahnhof) und 3 (Richtung Ostbahnhof). Die frühere Linie 3 führte hingegen von der Hersdorfstraße mit drei Zwischenstationen zum Hauptfriedhof und wurde am 30. Juni 1985 eingestellt. Vom 1. Juni 1985 bis 1991 verkehrte eine SEV-Linie 3 vom Alten Busbahnhof zum Hauptfriedhof. Heute wird die Strecke vom Stadtbus bedient.
- Das Liniensignal 6 existiert erst seit dem 30. August 2007, davor waren die Fahrten von und nach Waltershausen Bahnhof in die Linie 4 integriert. Die Linie 6 wird dabei als einzige im Zweirichtungsverkehr betrieben. Zwar steht ihr an beiden Endstellen eine Wendemöglichkeit zur Verfügung, jedoch entfällt dadurch das zeitaufwändige Kehren am Gleisdreieck in Waltershausen.[10] Speziell für die Linie 6 stehen zwei Zweirichtungswagen mit Türen nur auf einer Seite zur Verfügung.

## Fahrzeuge

### Im Linienbetrieb
|  | Nummern                         | Stück  | Hersteller       | Typ                  | Baujahre  | Bemerkungen |
|  | ------------------------------- | ------ | ---------------- | -------------------- | --------- | --- |
|  | 304                             | 01     | ČKD Tatra        | KT4DC                | 1981      | damals fabrikneu; 1997 modernisiert von Kiepe Electric; soll in den historischen Bestand übergehen; erhielt 2019 eine Choppersteuerung von Cegelec. |
|  | 308–310II, 312–317              | 09     | ČKD Tatra        | KT4D/KT4DC / KT4DC-Z | 1990      | in den Jahren 2001 bis 2009 von der Straßenbahn Erfurt übernommen; Tw 308 besitzt noch eine Beschleunigersteuerung. Tw 309, 310II, 312–315 sind modernisiert, Tw 316 und 317 wurden 2011/12 für einen Zweirichtungsbetrieb auf der Linie 6 – mit Türen nur auf einer Seite – umgebaut. Die KT4DC haben eine Choppersteuerung von Cegelec.    |
|  | 505, 508, 521                   | 03     | Duewag           | GT8NF                | 1962–1964 | mit niederflurigem Mittelteil; 2011 von der Straßenbahn Mannheim übernommen. |
|  | 202II, 204II, 221–223, 236, 252 | 06 (7) | Schindler Waggon | Be 4/8               | 1978–1981 | mit niederflurigem Mittelteil; 2018 und 2024/2025 gebraucht von der Baselland Transport AG übernommen; Tw 222 als erster seit 7. Dezember 2021 im Linieneinsatz. Im November 2024 traf der Tw 202 der BLT und im Januar 2025 der Tw 236 ein. Einer der beiden wird noch aufgearbeitet, der zweite soll als Ersatzteilspender genutzt werden. |

Das Durchschnittsalter der Fahrzeuge betrug 2021 36 Jahre, verglichen mit anderen Verkehrsbetrieben in Deutschland relativ hoch. Im Jahr 2024 lag das Durchschnittsalter der Einsatzfahrzeuge bei knapp 42 Jahren.
Für die Einrichtung von WLAN-Hotspots in den Fahrzeugen war Tw 313 der Testwagen, zwischenzeitlich sollten einige Wagen nachgerüstet sein.

### Sonderwagen

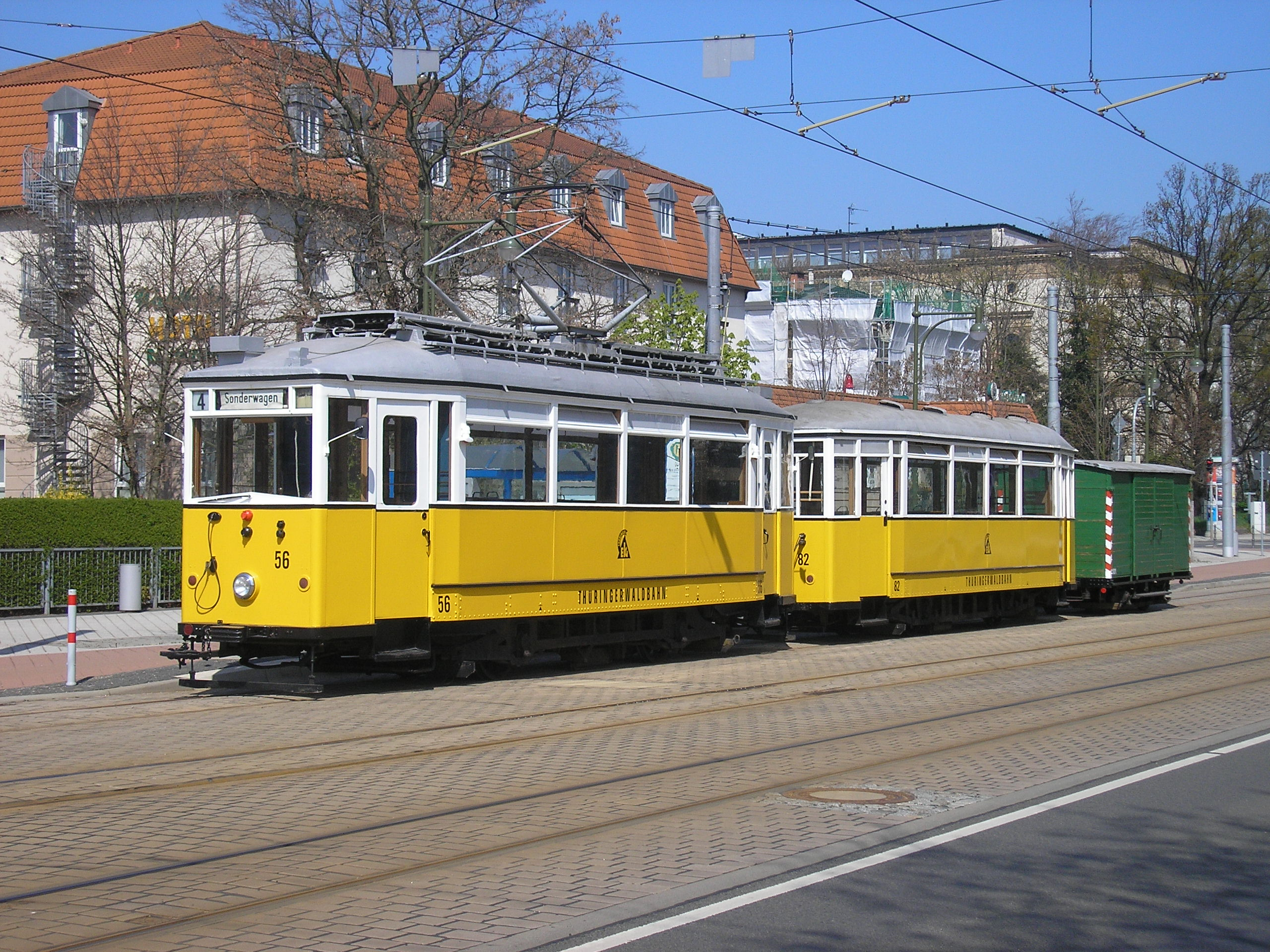
Traditionszug, Typ T1 der Gothaer Waggonfabrik, gebaut 1928/29

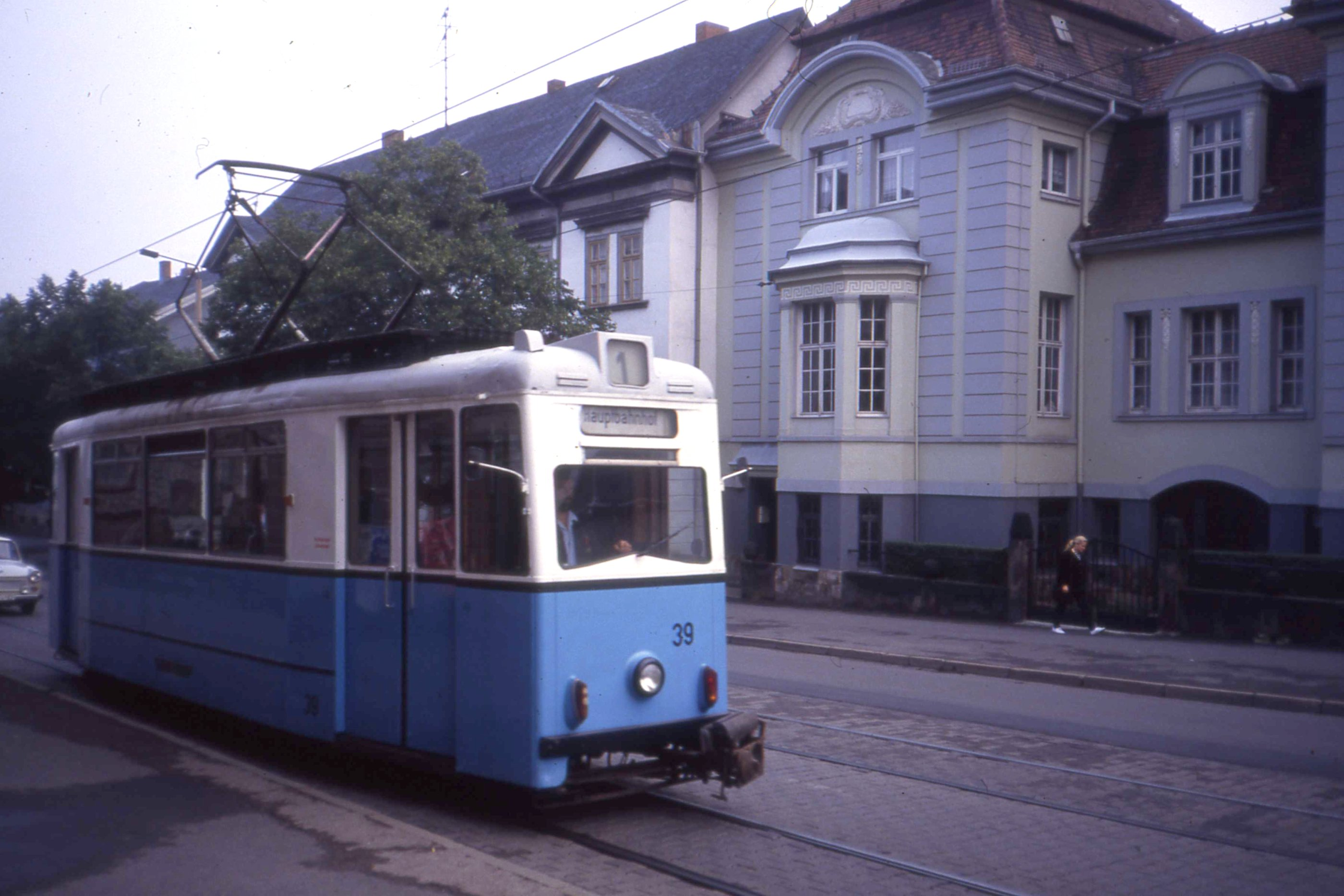
ET 55 Nr. 39, 1991

| Wagen | Typ        | Hersteller                | Baujahr | Bemerkung |
| ----- | ---------- | ------------------------- | ------- | --- |
| 39    | ET 55      | VEB Waggonbau Gotha / LEW | 1955    | Zwischenbauform ET 54 / ET 57, Traditionswagen, 2024 in Ursprungsform                                                       |
| 43    | T 57 ER    | VEB Waggonbau Gotha / LEW | 1956    | Historischer Triebwagen, Generalinstandsetzung 1972 Raw Berlin-Schöneweide, Prototyp T 57                                   |
| 47    | T 57 ZR    | VEB Waggonbau Gotha / LEW | 1963    | letztgebauter T57 in Zweirichtungsausführung, bis 2016 Rangier- und Abschleppwagen, 2017 historischer Triebwagen            |
| 93    | B 57 ER    | VEB Waggonbau Gotha / LEW | 1956    | Historischer Beiwagen, Generalinstandsetzung 1972 Raw Berlin-Schöneweide, Prototyp B 57                                     |
| 56    | T 7        | Bothmann/Gotha            | 1928/29 | Traditionszug, seit 1989 unter Denkmalschutz                                                                                |
| 82    | B 7        | Bothmann/Gotha            | 1928/29 | Traditionszug, seit 1989 unter Denkmalschutz                                                                                |
| 101   | Gepäcklore | Bothmann/Gotha            | 1928/29 | Traditionszug, seit 1989 unter Denkmalschutz                                                                                |
| 111   | KT4DMC     | ČKD Tatra                 | 1985    | Sonderausstattung mit Tresen, Disco-Technik, Gästetische, Kleinküche, Toilette; ex GVB 111, ex Berlin 4591, 9366, 219-366-0 |
| 215   | G4-67      | VEB Waggonbau Gotha / LEW | 1967    | Überlandausführung, Traditionswagen                                                                                         |

### Arbeitswagen

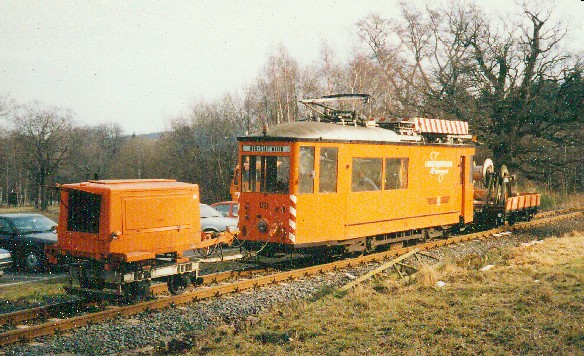
Arbeitswagen 010 mit Generatoranhänger

| Wagen | Typ   | Hersteller                | Baujahr   | Bemerkung                                      |
| ----- | ----- | ------------------------- | --------- | ---------------------------------------------- |
| 38    | ET 55 | VEB Waggonbau Gotha / LEW | 1955      | Werkstattwagen, 2017 historischer Arbeitswagen |
| 117   | –     | Eigenbau TWSB             | 1982      | Hilfsdrehgestell                               |
| 118   | –     | Eigenbau TWSB             | 1982      | Hilfsdrehgestell                               |
| 119   | –     | unbekannt                 | unbekannt | Plattenlore für DN-Aggregat                    |
| 124   | –     | DR/Naumburg (Saale)       | 1978      | SKL                                            |
| 125   | –     | DR/Naumburg (Saale)       | 1979      | SKL                                            |
| 126   | –     | Eigenbau TWSB             | 1983      | Kipplore (Schotterverteiler)                   |

### Ehemalige

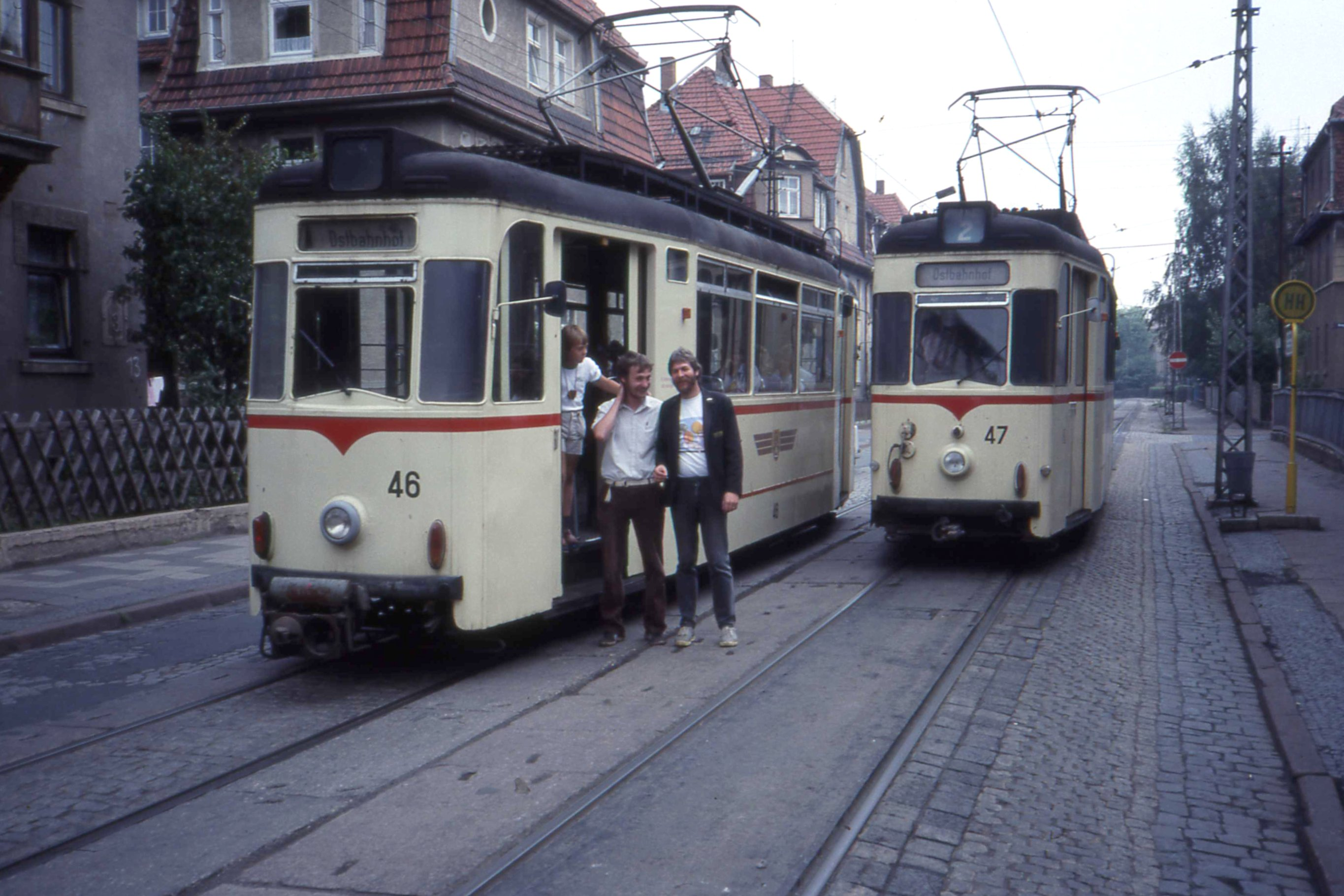
ET 57 Nr. 46 und 47, 1989
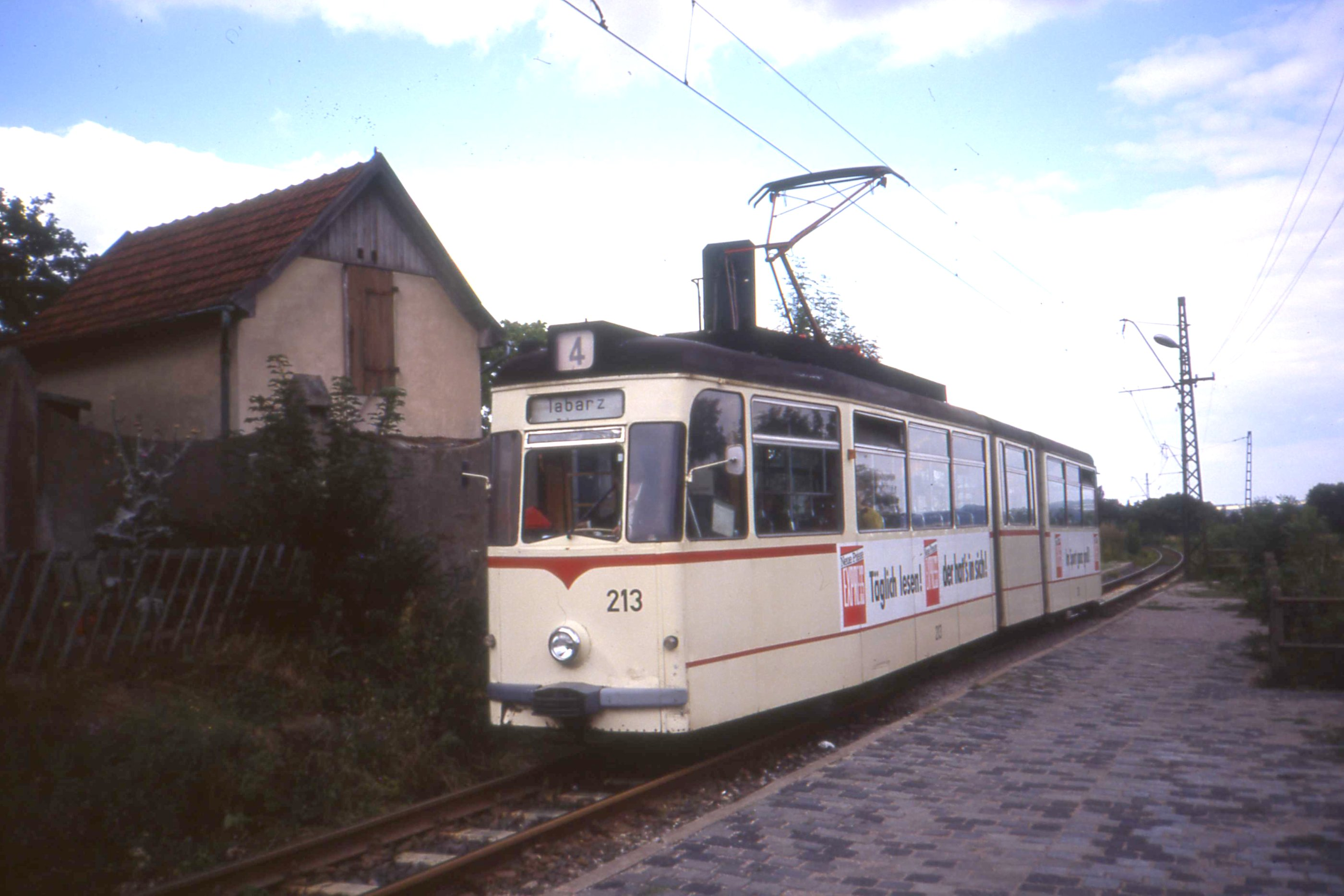
G4 Nr. 213, 1991

### Niederflurwagen

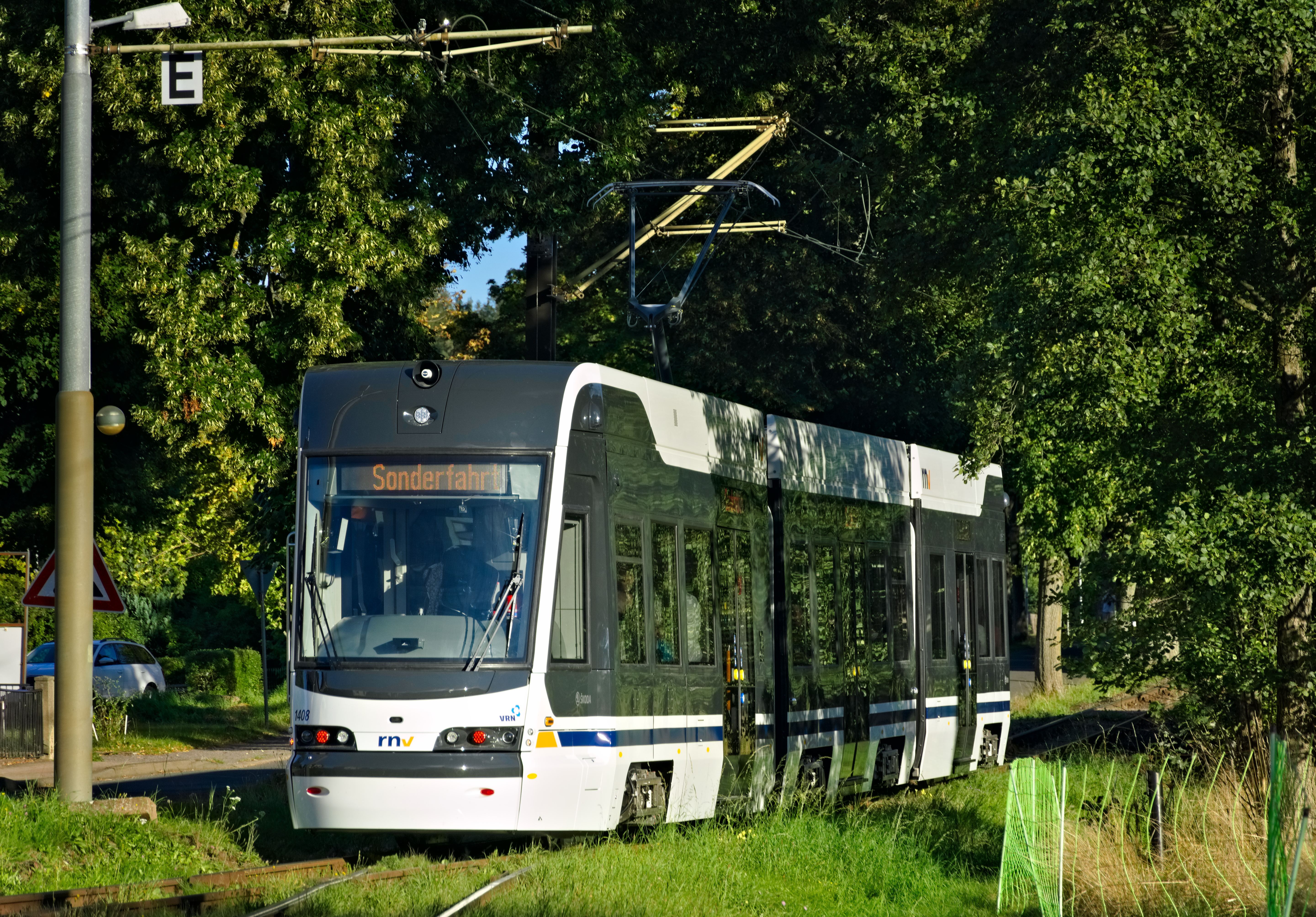
Rhein-Neckar-Tram 2020 in Bad Tabarz

Zur Beschaffung von Neufahrzeugen sagte der Nahverkehrsplan 2022–2026 des Landkreises Gotha aus, dass in den Jahren 2025 und 2026 für die Thüringer Waldbahn und Straßenbahn Gotha jeweils zwei Niederflurneufahrzeuge beschafft werden sollen. Mit Datum 31. Mai 2023 schrieb die Thüringer Waldbahn und Straßenbahn Gotha GmbH im EU-Amtsblatt die Durchführung eines Industriedialoges bzw. einer Markterkundung aus. Hierbei sollten technische Anforderungen und technische Machbarkeiten in Abhängigkeit der Kosten und des Aufwandes beleuchtet werden. Beschafft werden sollen zunächst fix vier Fahrzeuge, optional bis zu sechs weitere. Im September 2023 präsentierte der Hersteller Škoda ein Fahrzeug des Typs 36T ForCity Smart bzw. Rhein-Neckar-Tram 2020, das für den Rhein-Neckar-Verkehr gebaut wurde, auf dem Gothaer Gleisnetz.
Schließlich wurde am 22. August 2024 die Ausschreibung veröffentlicht. In Zusammenhang mit den Fördermitteln wurde ein beschleunigtes Verfahren angewendet. Die Vergabe sollte bereits Mitte Dezember 2024 erfolgen. In dem Auftrag enthalten ist auch die Instandhaltung über zunächst 16 und optional zweimal acht weitere Jahre. Die Option über sechs weitere Fahrzeuge ist konkret in vier und zwei Fahrzeuge aufgeteilt.
Am 18. Dezember 2024 ermächtigte der Kreistag des Landkreises Gotha den Landrat, dem Kauf zuzustimmen. Die Fachpresse berichtete zunächst, es sollten Fahrzeuge des Typs Tina von Stadler in einer Variante als etwa 30 Meter lange Zweirichtungswagen bestellt werden. Später wurde auf den Typ Tramlink des gleichen Herstellers in einer dreiteiligen Variante korrigiert, bevor die TWSB die Fahrzeuge am 30. Mai 2025 schließlich bestellten. Es handelt sich um Fahrzeuge des Typs Tramlink, gemäß der veröffentlichten Visualisierung jedoch in einer fünfteiligen Variante ähnlich derjenigen der Straßenbahn Jena. Auch die Wagenbreite von 2,45 Metern – ein ungewöhnlicher Wert – entspricht den Jenaer Tramlinks. Bei Vertragsabschluss war die Lieferung der vier fest bestellten Fahrzeuge für Mitte 2027 vorgesehen. Es handelt sich um die erste Neubeschaffung seit 1982 (KT4D 305-306), die ersten Fahrzeuge mit hohem Niederfluranteil und um die zum Beschaffungszeitpunkt längsten Fahrzeuge der Straßenbahn Gotha.